# 松林攔河堰
松林攔河堰位於臺灣南投縣仁愛鄉，為一座用於水力發電的小型攔河堰，該攔河堰由台灣電力公司萬大發電廠進行管理，並將上游萬大發電廠發電後的尾水經攔河堰的攔截後，輸送到下游的萬大發電廠松林分廠做二次發電之用。

## 历史沿革

### 計畫
松林攔河堰是台灣電力公司於2004年所推動的「萬大電廠擴充暨松林分廠水力發電計畫」的其中一項重要引水工程，整體計畫簡稱為「萬松計畫」。
其興建目的為，為有效利用霧社水庫的溢流水源，因此在萬大發電廠內增設一部裝置容量19.8MW的豎軸法蘭西斯式水輪發電機，並於四號機排放回霧社溪的尾水出口下游300公尺處與霧社溪及萬大溪匯流口上游約400公尺處興建一座自由溢流攔河堰，將水經由長達4.7公里的頭水隧道引入位在松林部落的萬大發電廠松林分廠做二度發電之用，該發電廠內分別裝設一部容量18.2MW與容量2.7MW的豎軸法蘭西斯式水輪發電機。而這座攔河堰便稱為松林攔河堰。

### 施工
萬松計畫早於2003年1月28日便由行政院同意核定計畫。2004年開始進行萬松計畫的環境影響評估作業。2004年2月3日，行政院環保署正式發文公告萬松計畫環境影響評估「有條件」通過。爾後台灣電力公司隨即開萬松計畫的興建作業，將原本施作明湖與明潭兩座抽蓄水力發電廠的抽蓄施工處更名為萬松施工處來辦理萬松計畫。
2007年7月，包含松林攔河堰在內的萬松計畫正式動工，而在施工期間因遭遇辛樂克颱風侵襲導致萬松計畫松林攔河堰的施工區等均受到暴漲的溪水摧毀，而施工區內唯一的聯外道路也屢次遭土石流阻擋，加上風災後脆弱的地質問題等都影響到整體施工的進度，施工進度曾一度落後達7個月之久，使得台電公司數次展延完工期限，並持續追加施工經費。

### 完工
2011年5月5日，松林攔河堰至松林分廠長達4.7公里的頭水隧道完成貫通。2012年6月，萬松計畫正式完工，松林攔河堰的排砂閘門也關上開始蓄水，開始供應松林分廠的發電水源以進行試運轉作業，萬松計畫前後共歷經約10年的工期才完工啟用，總興建經費達新臺幣83億元。

## 設施
松林攔河堰之整體閘門與機電設備，皆可由上游的萬大發電廠控制室進行遠端的操作閘門啟閉，或是直接在堰堤現場的操作控制箱進行現場操作。

### 壩體
松林攔河堰為混凝土臥箕式重力壩，排洪道為自由溢流堰，於壩體右岸設有一座排砂道，並且分別設有垂直啟閉滑動式擋水閘板及垂直啟閉固定輪控制閘門一座，閘門底海拔標高869.54公尺，高7公尺，寬10公尺，設計排洪量為890立方公尺每秒。
松林攔河堰上，另設有一座河道放水道，用以排放當攔河堰閘門關閉時的生態放水，河道放水道位在排砂道閘墩內，裡面裝設一條長37公尺的圓形斷面鋼管，並在細分成內徑0.4公尺及0.5公尺的兩種管徑，閘墩上的直井設有兩座內徑0.5公尺之放水蝶閥，設計放流量為0.68立方公尺每秒。

### 進水口
攔河堰的進水口設置在攔河堰上游右岸，進水口閘門底檻標高海拔871.5公尺，並於頭水隧道的入口設有一座垂直啟閉式固定輪擋水閘板，閘板寬4.6公尺，高5.4公尺。水閘板過後另設有一座垂直啟閉式固定輪控制閘門，寬4.6公尺，高4.6公尺，之後即銜接松林分廠4.6公里的頭水隧道，該進水口之設計取水量為53立方公尺每秒。

## 圖集

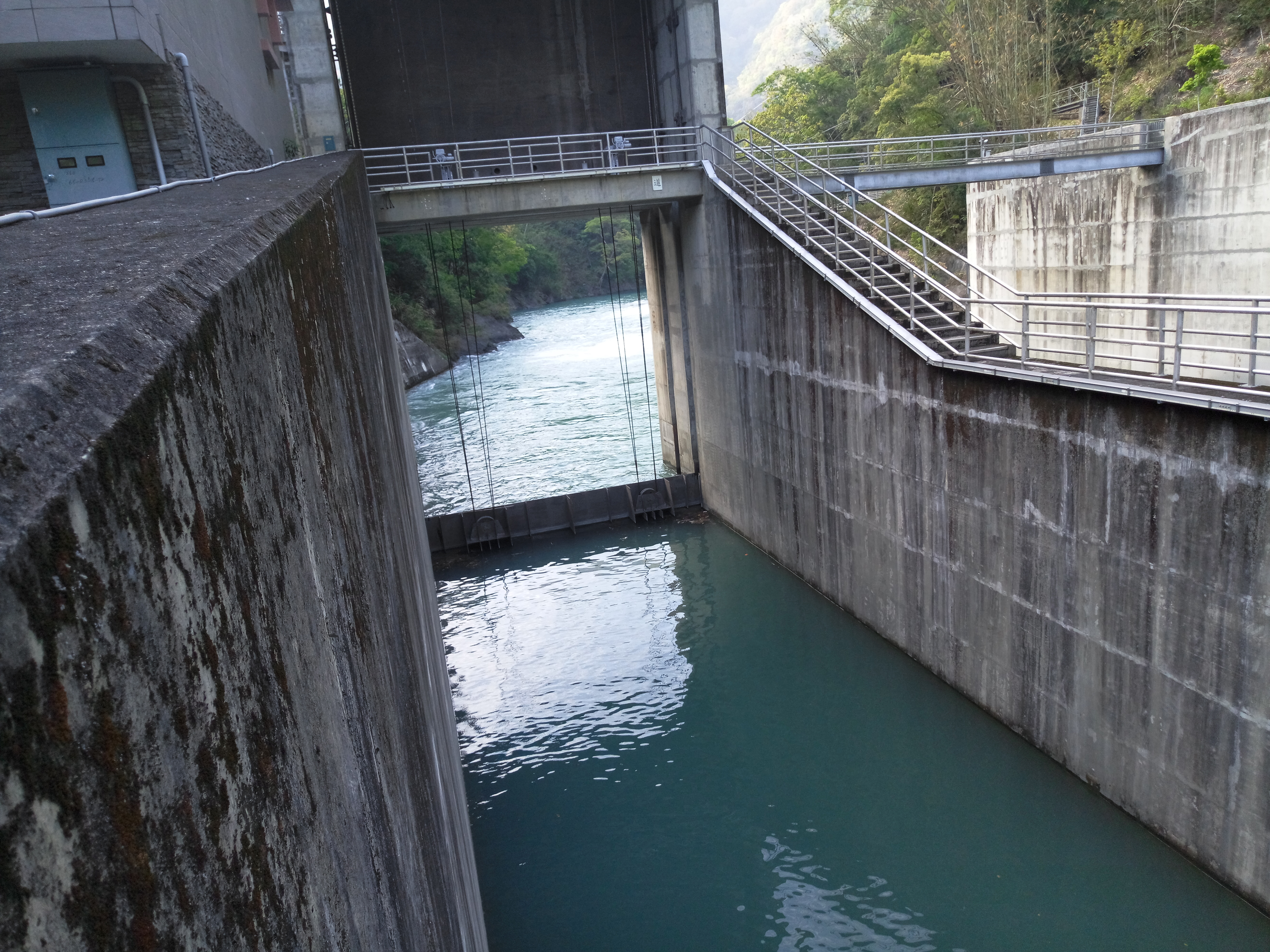
松林攔河堰排砂道與排砂道閘門
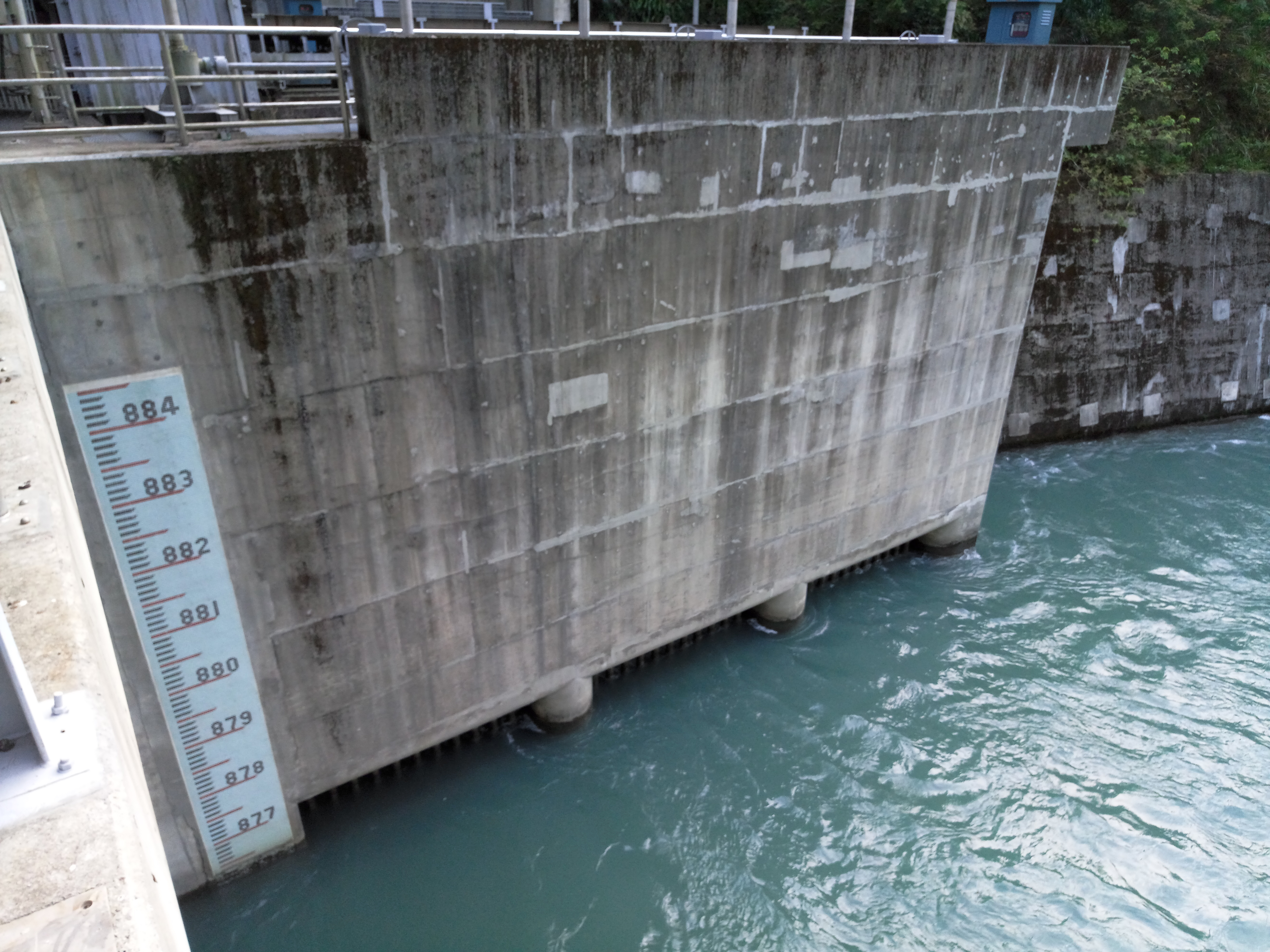
松林攔河堰進水口
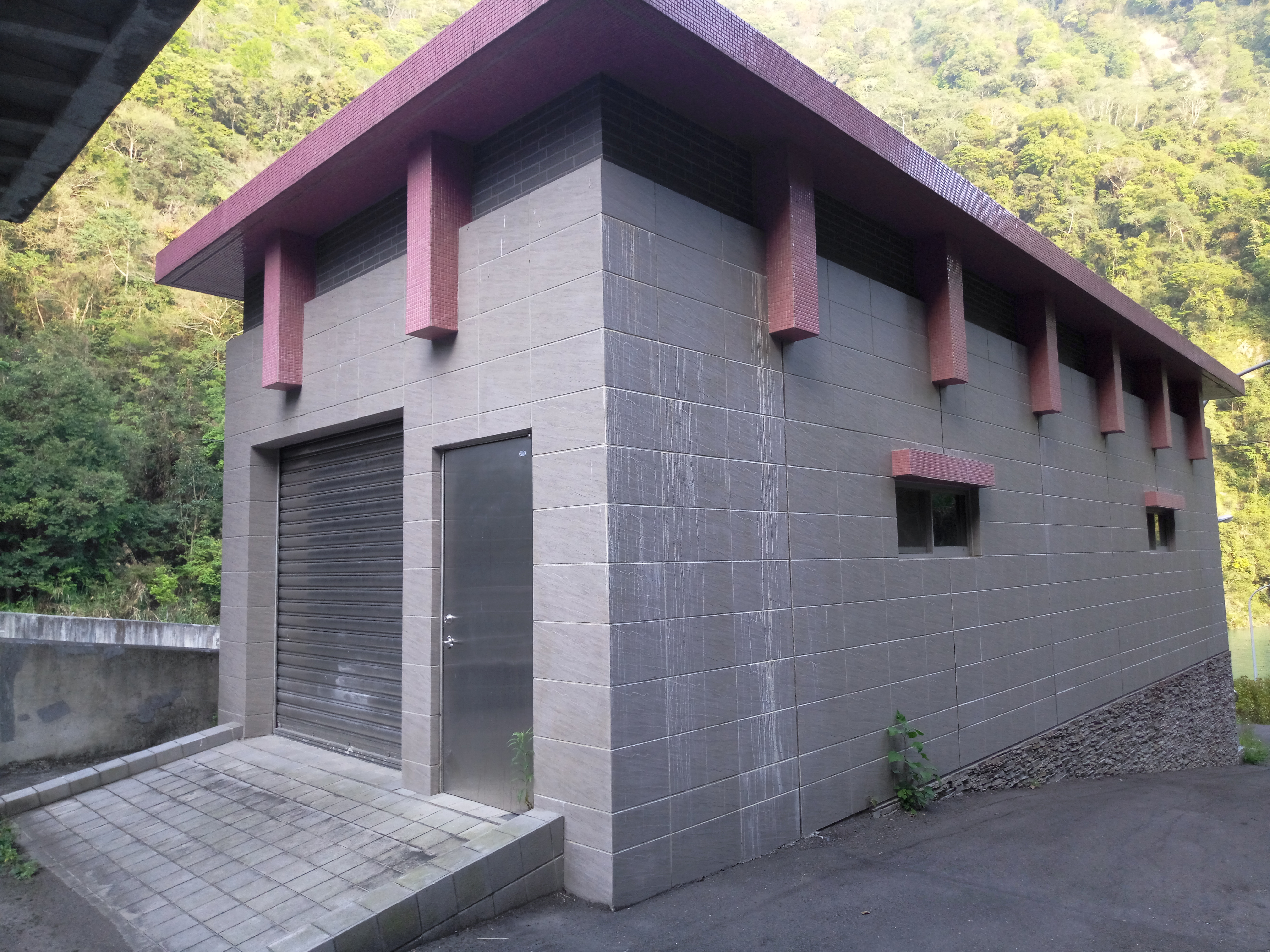
松林攔河堰現場控制室與緊急發電機室

## 資料來源
1. 1 2 3 4 5 6 7 8 9 10  . 經濟部水利署. 2013-01-10  [2017-04-08]. （原始内容存档于2019-06-08）.
2. 1 2   (PDF). 台灣電力公司. 2009-10  [2017-04-08] （中文（臺灣））.[永久]
3. ↑  趙芳成. . 中興工程顧問社. 2010  [2017-04-08]. （原始内容存档于2019-06-06） （中文（臺灣））.
4. ↑   (PDF). 行政院環境保護署. 2004-02-03  [2017-04-08]. （原始内容 (PDF)存档于2017-03-05） （中文（臺灣））.
5. ↑  . 資料臺灣.   [2017-04-08]. （原始内容存档于2019-06-04） （中文（臺灣））.
6. ↑  李少儀. . 行政院經濟部. 2012-12-07  [2017-04-08] （中文（臺灣））.[永久]
7. ↑  廖肇祥. . 自由時報. 2013-09-14  [2017-04-08]. （原始内容存档于2017-03-05） （中文（臺灣））.